# (6117) 1985 CZ1
(6117) 1985 CZ1 (1985 CZ1, 1979 OO5) — астероїд головного поясу, відкритий 12 лютого 1985 року.
Тіссеранів параметр щодо Юпітера — 3,552.